# Spirit - Cavallo selvaggio
Spirit - Cavallo selvaggio (Spirit: Stallion of the Cimarron) è un film d'animazione del 2002 diretto da Kelly Asbury e Lorna Cook.
È il sesto lungometraggio prodotto dalla DreamWorks Animation e distribuito dalla DreamWorks Pictures. La pellicola è stata presentata fuori concorso alla 55ª edizione del Festival di Cannes e ha ricevuto una nomination ai Premi Oscar 2003 come miglior film d'animazione.

## Trama
Negli Stati Uniti occidentali del 1864, nel pieno delle guerre Sioux tra i nativi americani e gli statunitensi, vive Spirit, uno splendido mustang estremamente legato alla terra natia e al branco, del quale è il capobranco. Una notte, Spirit viene attratto dal fumo di un accampamento di cowboy in lontananza. Siccome non ha mai conosciuto l'uomo, il cavallo si avvicina incuriosito, ma sfortunatamente viene scoperto e catturato, nonostante la strenua resistenza. Dopo un lungo viaggio, Spirit viene portato in una base militare nel deserto, i cui soldati cercano di domarlo, ma la forza fisica e la furbizia del cavallo non glielo permettono. Perciò il colonnello, un uomo rigoroso e irremovibile, fa legare il cavallo a un palo e ce lo lascia per tre giorni, senza né mangiare e né bere, per farlo stancare.
Nel campo, Spirit rimane incuriosito da un giovane nativo americano di nome Piccolo Fiume, anche lui catturato e legato al recinto, che trasmette allo stallone qualcosa di particolare. Pochi giorni dopo, il colonnello inizia a domare e cavalcare Spirit, paragonandolo al West: il fatto che non si riesca a domare il mustang gli ricorda alcuni politici di Washington che pensano che il West non verrà mai colonizzato. Proprio mentre sembra che stia per riuscire a domare Spirit dimostrando ai soldati la sua intenzione di sottomettere il West, il colonnello viene disarcionato dal cavallo; furibondo, l'ufficiale prende una pistola con l'intenzione di uccidere il mustang. Proprio in quel momento, Piccolo Fiume si libera con un pugnale che gli era stato lanciato la sera prima dall'esterno del campo, e poi fugge insieme a Spirit e a tutti gli altri cavalli. Piccolo Fiume porta Spirit all'accampamento della sua tribù, quella dei Lakota.
Arrivati in prossimità del campo indiano, vengono raggiunti da Pioggia, una bella giumenta di proprietà di Piccolo Fiume. Appena la vede, Spirit se ne innamora pazzamente. Il tempo passa, e nonostante l'amore reciproco con Pioggia e il legame di amicizia con Piccolo Fiume, Spirit non è disposto a restare. Ad un certo punto Piccolo Fiume, dopo aver anche lui tentato senza successo di cavalcare Spirit, capisce che il cavallo non si farà mai domare e così decide di lasciarlo libero. Spirit desidera tornare dal suo branco insieme a Pioggia, ma la giumenta è molto legata a Piccolo Fiume e non se la sente di lasciarlo, così lo stallone rinuncia.
Un giorno però, i due cavalli si accorgono che l'accampamento indiano viene attaccato dalla compagnia militare guidata dal colonnello. Raggiunto il villaggio, Pioggia viene colpita da un proiettile sparato dal colonnello e cade nel fiume in prossimità di una cascata. Dopo aver salvato la vita a Piccolo Fiume, Spirit si tuffa e riesce a salvare anche la giumenta, e lungo la riva del fiume veglia su di lei tutta la notte. Ma il mattino seguente,  ormai indifeso e stremato, lo stallone viene nuovamente rapito dai soldati.
Spirit è così costretto ad abbandonare Pioggia al suo destino; fortunatamente la giumenta viene ritrovata e accudita da Piccolo Fiume. Nel frattempo, Spirit viene caricato su un treno della Union Pacific insieme ad altri cavalli, che vengono portati nel Wyoming a trainare una locomotiva durante la costruzione della ferrovia First Transcontinental Railroad, che punta al territorio dello Utah. Appena si accorge che la ferrovia è diretta verso la sua terra, Spirit cerca subito un modo per interromperne la costruzione, perciò si imbizzarrisce sfuggendo al controllo degli umani, riesce a liberare tutti i cavalli da traino e a distruggere la locomotiva, che esplode causando un  incendio.
Nel caos più totale, Piccolo Fiume ritrova il cavallo tra le fiamme e insieme fuggono verso la libertà. Ma durante il tragitto, vengono intercettati dal colonnello e da alcuni suoi soldati che li rincorrono per il canyon, dove per la prima volta Spirit si lascia cavalcare da Piccolo Fiume. I due finiscono intrappolati su un burrone molto distante da un'altra rupe, braccati dai soldati. Non avendo altra scelta, Spirit tenta un salto da una cima all'altra, riuscendo nell'impresa con il giovane sul dorso. A quel punto, il colonnello si rende conto che Spirit è coraggioso e determinato come lui, quindi proibisce ai soldati di sparargli e, chinando la testa, saluta il cavallo in segno di rispetto e lo lascia andare.
Spirit e Piccolo Fiume tornano all'accampamento dei Lakota, che è stato ricostruito, dove ad attenderli c'è anche Pioggia, completamente guarita. Piccolo Fiume ringrazia Spirit per tutto, dandogli il nome di "Spirit-Cavallo-Selvaggio", e dopo un momento di commozione lo lascia di nuovo andare insieme a Pioggia. I due cavalli galoppano per un lungo tratto e raggiungono il branco di Spirit, dove vengono accolti dalla madre di lui, Esperanza, e dal resto del branco, dove vivranno finalmente liberi.

## Personaggi
- Spirit: è un cavallo mustang dal manto dorato (precisamente isabella) di incredibile fascino, indomabile, selvaggio e coraggioso. È a capo del branco Cimarron, ruolo in cui è succeduto a suo padre. Non ha mai conosciuto gli esseri umani, e la prima volta che prova ad avvicinarsi viene catturato dai soldati che con la forza lo separano dalla sua famiglia e dalla sua terra, quindi, provato dall'esperienza, cerca di non avere più niente a che fare con loro finché non conosce Piccolo Fiume, col quale stringe amicizia e grazie a lui imparerà che non tutti gli uomini sono crudeli. Spirit si farà cavalcare volontariamente da Piccolo Fiume solo alla fine del film. Si innamora di Pioggia ricongiungendosi a lei e portandola a vivere in libertà con il resto del branco.
- Piccolo Fiume: è un giovane nativo della tribù dei Lakota furbo, coraggioso, buono e onesto, che aiuterà Spirit a fuggire dai soldati. Quando dopo ripetuti tentativi si rende conto che Spirit probabilmente non si farà mai montare, lo lascia andare, con stupore del cavallo, il quale, riconoscente, gli salverà la vita più volte. Alla fine del film, lascerà la sua cavalla Pioggia libera accanto a Spirit.
- Pioggia: un'incantevole cavalla di razza paint horse appartenente a Piccolo Fiume. Dolce e cauta, si innamora di Spirit insegnandogli a fidarsi degli uomini grazie all'affetto che la lega all'indiano. Dopo essere stata ferita durante l'attacco dei soldati al villaggio indiano, verrà vegliata da Spirit e poi curata dal padrone. Alla fine del film, Piccolo Fiume la lascerà libera di riunirsi a Spirit e vivere con lui e con il resto del branco.
- Il colonnello: è il comandante del reggimento di soldati americani. Non si sa qual è il suo nome di battesimo. Il suo aspetto ricorda quello del generale George Custer[2]. È un uomo molto coraggioso, severo, testardo e determinato; inizialmente deciso ad addomesticare Spirit a tutti i costi, arriva perfino a puntare al cavallo una pistola alla testa. Alla fine però capisce che il cavallo è caratterialmente irremovibile quanto lui e che pertanto morirebbe piuttosto che piegarsi al suo volere, gli si inchina in segno di rispetto e rinuncia a inseguire lui e Piccolo Fiume.
- Esperanza: è la madre di Spirit, una cavalla mustang dal manto palomino. Tenera e premurosa, cercherà di salvare il figlio dai soldati, ma Spirit glielo impedirà per paura che venga catturata. Madre e figlio si rincontrano alla fine del film, insieme a Pioggia.

## Produzione

### Sceneggiatura
La sceneggiatura del film è affidata all'americano John Fusco, autore di altre sceneggiature di film western. Tra i suoi lavori Young Guns - Giovani pistole del 1988, Young Guns II - La leggenda di Billy the Kid del 1990 e Oceano di fuoco - Hidalgo del 2004.
Per rendere il film più realistico, lo sceneggiatore e i registi hanno deciso di non far parlare direttamente gli animali. Infatti, solamente i personaggi umani hanno un vero dialogo, mentre il punto di vista di Spirit viene raccontato come voce fuori campo, e i suoi sentimenti vengono espressi grazie ai testi delle canzoni e alla colonna sonora che accompagnano l'intera pellicola. Per le scene d'azione e per gli altri cavalli sono state utilizzate vere registrazioni dei loro versi e del galoppo.
Prima di scegliere Matt Damon come voce narrante di Spirit, erano stati presi in considerazione Tom Hanks e Robert Redford.

### Animazione
Nella realizzazione del film è stata combinata l'animazione tradizionale in 2D, usata per i fondali e i personaggi, ad innovative tecniche di animazione digitali in  3D, usate per la mappatura delle scene e gli effetti speciali.
Per la produzione sono stati realizzati software appositi, come ToonShooter,  in grado di acquisire i disegni in digitale ed adattarli al formato panoramico, oltre a fonderli con gli altri elementi in 3D e con gli sfondi. Spirit è stato il primo film d'animazione ad essere stato realizzato e renderizzato in digitale su sistemi Linux.

### Paesaggi
Kelly Asbury, Lorna Cook, Mireille Soria, Jeffrey Katzenberg, Kathy Altieri, Luc Desmarchelier, Ron Lukas e Ronnie del Carmen intrapresero un viaggio di quattro giorni, per visitare luoghi in cui intendevano ambientare la trama. Il viaggio di ricerca, di quattro giorni, li portò al Glacier National Park, alla National Bison Range, allo Yellowstone National Park ed allo Yosemite National Park, al Grand Teton National Park, alla Monument Valley, al Bryce Canyon National Park, al Grand Canyon.
Il Glacier National Park divenne il modello per la terra natìa di Spirit. Il forte della cavalleria dove Spirit venne portato dopo la sua cattura si trova ambientato nella Monument Valley.
Sia il Parco Nazionale di Yosemite che del Parco Nazionale di Yellowstone sono lo sfondo del villaggio Lakota dove Spirit incontra Pioggia. Il Bryce Canyon è stato lo sfondo dell'inseguimento di Spirit da parte dei cowboy.

## Colonna sonora
La colonna sonora è stata curata da Hans Zimmer e Bryan Adams e pubblicata su etichette A&M Records e UMG Soundtracks.

### Tracce contenute nell'album
1. Here I Am (End Title)
2. I Will Always Return
3. You Can't Take Me
4. Get Off My Back
5. Brothers Under the Sun
6. Don't Let Go (feat. Sarah McLachlan)
7. This Is Where I Belong
8. Sound the Bugle
9. Run Free
10. Homeland
11. Rain
12. The Long Road Back
13. Nothing I've Ever Known

### Adattamenti
Nella versione italiana, la traduzione dei testi e l'interpretazione dei brani sono state affidate al cantautore Zucchero Fornaciari:
1. Sono qui
2. Sempre tornerò
3. Non mi avrai
4. Levati di dosso
5. Suona il corno
6. Non mi avrai (Reprise)
7. Sempre (e per) sempre

## Distribuzione
Il film è stato distribuito nei cinema americani il 24 maggio 2002 e nei cinema italiani il 20 dicembre dello stesso anno.

### Edizioni home video

#### DVD
Una prima edizione è uscita in Italia nel 2003. Nel 2018 è stata realizzata una nuova versione, distribuita da Universal Pictures Home Entertainment.

## Accoglienza

### Incassi
Il film ha avuto un costo di produzione di circa 80 000 000 di dollari e ha incassato in patria 73 280 117 dollari. In tutto il mondo ha raggiunto la somma di 122 563 539 dollari, riuscendo a superare i costi di produzione. 
In Italia la pellicola ha guadagnato 1 157 140 euro la prima settimana per arrivare a un totale di 4 612 988 euro.

### Critica
Sul sito di recensioni Rotten Tomatoes il film riporta un punteggio di approvazione del 71% basato su 158 recensioni, con una valutazione media di 6,4/10, mentre il consenso dei critici riporta: "Una storia visivamente sbalorditiva che potrebbe essere troppo prevedibile e politicamente corretta per gli adulti, ma che dovrebbe bastare per i bambini". Su Metacritic ha un punteggio del 53% basato su 29 recensioni, che indica "recensioni medie o miste".
In Italia il film è stato definito dal Corriere della Sera come "un racconto apolitico e coraggioso, un musical azzurro come il cielo del West, verde come le sue valli, rosso come gli scenari della Monument Valley".

## Riconoscimenti
2003 Young Artist Award:
- Premio Young Artist Award miglior film di animazione per famiglie.

2002 World Soundtrack Awards:
- Nomination World Soundtrack Awards miglior canzone Here I Am;
- Nomination World Soundtrack Awards miglior canzone This Is Where I Belong.

2003 Western Heritage Awards:
- Premio Bronze Wrangler miglior produzione;
- Premio Bronze Wrangler miglior regia;
- Premio Bronze Wrangler miglior sceneggiatura;
- Premio Bronze Wrangler migliori attori a Matt Damon, James Cromwell e Daniel Studi.

2003 Visual Effects Society Awards:
- Nomination Miglior personaggio in un film d'animazione a James Baxter.

2003 Satellite Award:
- Nomination Golden Satellite Award miglior film d'animazione.

2003 Phoenix Film Critics Society Awards:
- Nomination PFCS Award miglior film d'animazione.

2003 Online Film Critics Society Awards:
- Nomination OFCS Award miglior film d'animazione.

2003 Motion Picture Sound Editors:
- Nomination Golden Reel Award miglior montaggio sonoro in un film d'animazione;
- Nomination Golden Reel Award miglior montaggio sonoro musicale in un film d'animazione.

2003 Kids' Choice Awards:
- Nomination migliore voce a Matt Damon.

2003 Golden Globe:
- Nomination Golden Globe per la migliore canzone originale a Here I Am.

2003 Genesis Awards:
- Premio miglior film d'animazione.

2003 Broadcast Film Critics Association:
- Nomination premio della critica miglior film d'animazione.

2003 Annie Awards:
- Nomination premio miglior personaggio per un film d'animazione;
- Nomination premio miglior effetti animati a Yancy Landquist;
- Nomination premio miglior produzione per un film d'animazione;
- Nomination premio miglior storyboard per un film d'animazione a Ronaldo Del Carmen;
- Premio miglior effetti animati a Jamie Lloyd;
- Premio premio miglior storyboard per un film d'animazione a Larry Leker e Simon Wells.

2003 Premio Oscar:
- Nomination Oscar al miglior film d'animazione.

2003 ASCAP:
- Premio ASCAP Award alla miglior colonna sonora in classifica ad Hans Zimmer e Bryan Adams.

## Opere derivate

### Serie TV
Una serie televisiva d'animazione derivata dal film, Spirit: Avventure in libertà, è stata pubblicata su Netflix negli Stati Uniti il 5 maggio 2017. La serie, prodotta da Dreamworks Animation Television, ha esordito in Italia l'11 settembre 2017 su DeA Kids per poi essere diffusa in streaming sul Netflix italiano il 25 maggio 2018.
La serie non ha alcun collegamento diretto con il film originale se non per il cavallo della ragazza protagonista, Spirit Jr., mustang figlio di Spirit e Pioggia.

### Sequel
Nel giugno 2021 è stato distribuito nelle sale cinematografiche Spirit - Il ribelle, lungometraggio d'animazione con gli stessi protagonisti di Spirit: Avventure in libertà.